# Hawthorne of the U.S.A.
Hawthorne of the U.S.A. è un film muto del 1919 diretto da James Cruze. La sceneggiatura di Walter Woods si basa sull'omonimo lavoro teatrale di James B. Fagan andato in scena in prima a New York il 4 novembre 1912 che aveva come protagonista Douglas Fairbanks e Irene Fenwick.

## Produzione
Il film fu prodotto dalla Famous Players-Lasky Corporation.

## Distribuzione

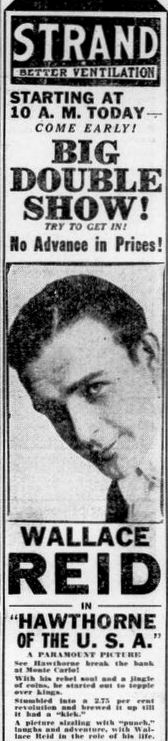

Il copyright del film, richiesto dalla Famous Players-Lasky Corp., fu registrato il 3 novembre 1919 con il numero LP14409.
Distribuito dalla Famous Players-Lasky Corporation, il film - presentato da Jesse L. Lasky - fu proiettato in prima a New York il 16 novembre 1919, uscendo poi nelle sale statunitensi il 30 novembre 1919. In Canada, Australia e Regno Unito - dove fu distribuito nel 1919 - gli venne cambiato il titolo in Hawthorne, the Adventuer. In Svezia, prese il titolo Prins Monte Carlo.
Copia completa della pellicola si trova conservata negli archivi della Library of Congress di Washington e dell'UCLA Film And Television Archive di Los Angeles.
La Grapevine Video ha distribuito nel 2003 il film in DVD abbinato al cortometraggio An Auto Nut.